# فلسطينيو لبنان
الفلسطينيون في لبنان هُم جزء من الشعب الفلسطيني الذين ارتحلوا من فلسطين إلى لبنان بعد النكبة عام 1948. وقد تجنس جزء كبير منهم. و في المقابل بلغ عدد غير المجنسين قرابة (174,000) حسب إحصائيات عام 2017، لا يحملون أي جنسية، بل يحملون وثائق سفر خاصة للاجئين الفلسطينيين في لبنان. و يعانون من عدة أسباب لا تسمح لهم  بالعمل في الاقتصاد اللبناني، بالإضافة إلى تحسين حياتهم المعيشية في المخيمات.

## المخيمات
يُعد المخيم مكان الإقامة الالزامي وليس الاختياري للفلسطينيين في لبنان غالباً، وهو تجمع تراكمي لأبناء عدة عائلات أو أحياء أو قرى وربما أجزاء من المدن أيضاً، ولذلك لا يشكل المخيم جسماً اجتماعيا متناغماً ولا مجتمعاً له مكونات ومقومات المجتمعات الإنسانية المعروفة، فهو غير مُعدّ لنشاطاتٍ زراعية أو صناعية، بل كان بعيداً عن مراكز التجمع السكاني اللبناني، مما خلق حالة نسبية من العزلة السكانية قبل أن تمتد المدن والقرى لتبتلعه في أحشائها، حيث تنتشر المخيمات  ضمن مساحات جغرافية ضيقة، ومحاصرة من قبل قوات الجيش اللبناني التي تفرض رقابة صارمة على السكان وتحركاتهم، كما ويتجاور اللاجئون في مخيمات لبنان وفق مراتب القرابة والانتماء البلدي والمنطقي، اذ يضم كل حي عائلات تنتمي إلى بلد أو قرية فلسطينية معينة، ولذلك سكان المخيمات مصنفون وفقاً للقرى الفلسطينية التي تهجروا منها.

### المخيمات الرسمية وغير الرسمية
انقسمت المخيمات الفلسطينية في لبنان إلى المخيمات الرسمية: والتي تتمثل في مخيمات شمال لبنان ومخيمات بيروت ومخيمات منطقتي صيدا وصور،وتعاني هذه المخيمات من عدم وجود أي شكل من أشكال البنية التحتية سواء أكان من شبكات المياه أو الصرف الصحي أو الكهرباء، بالإضافة إلى تحول أغلب شوارعها إلى أزقة ضيقة مليئة بالحفر، لدرجة أن لا تستوعب دخول سيارة واحدة من خلالها، والمخيمات غير الرسمية: والتي تتمثل في مخيم المعشوق ومخيم القاسمية، بالإضافة الى مخيما كفربدا والعرش وغيرهم، ويعاني اللاجئون في هذه المخيمات من أوضاع سيئة جداً على الصعيد الصحي والاقتصادي والاجتماعي والتربوي والبنى التحتية أيضاً، كما أنهم مهددون بالطرد وهدم البيوت والتهجير، ويعود السبب في ذلك إلى اصطدامهم مع خطط البنية التحتية للحكومة اللبنانية، أو نتيجة الصراع على الأراضي التي تعود لملكيات خاصة، أما المخيمات الهامشية فتتمثل في مخيم جل البحر ومخيم البرغلية وغيرهم.

## معاناة الفلسطينيين في المخيمات
لم تتوقف معاناة الفلسطينيين اللذين هُجِروا إلى لبنان عام 1948 يوماً م ، فالكارثة الوطنية الاجتماعية  الناتجة عن النكبة الفلسطينية أغرقتهم في لجة النسيان لفترة انغمسوا فيها بالبحث عن احتياجاتهم الإنسانية الاولية من مأوى وعمل ومدرسة، فواجهوا معاناة لا تتوقف على الصعيد الاجتماعي والاقتصادي، وغياب حقوقهم المدنية منذ أن وطئت أقدامهم الأراضي اللبنانية، حيث سعت القوى اللبنانية منذ بداية النزوح الفلسطيني إلى لبنان إلى الابقاء على الفلسطيني كمجرد نازح في المخيمات لا يسعى سوى إلى المساعدة الاجتماعية من وكالة الغوث وغيرها، فقد هُجر إلى لبنان أثناء النكبة عام 1948 حوالي 100,000 فلسطيني بعد قيام إسرائيل بحرب النكبة، وبعد اتضاح أن عودتهم المبكرة إلى بلدهم غير واردة، فرضت السلطات اللبنانية إجراءات شديدة على اللاجئين الفلسطينيين، وسكان المخيمات على وجه الخصوص، حيث خضعت المخيمات لقوانين غريبة هدفت إلى عزل تجمعات اللاجئين عن الاتصال ببعضها، وإخضاع التنقل بين المخيمات لشرط الاذن العسكري المسبق وذلك بهدف منع الاتصال، بالإضافة إلى فرض الحصار الأمني على المخيمات، ومنع دخول مواد البناء والإعمار والعديد من المواد الضرورية, كما بقيت مساحة المخيمات على ما هي عليه منذ إنشائها، في حين ارتفع عدد اللاجئين إلى أربعة أضعاف، وتزداد المؤشرات السلبية مع تزايد الأمراض والآفات الاجتماعية، وقد ترتب على  كل ذلك آثار نفسية خطيرة على الفلسطينيين، فانتشر اليأس من الحاضر والمستقبل، وعزز القلق الرهيب على المصير الاسترخاء والاتكالية على الاخرين، كما أن مخيمات اللاجئين محرومة من الخدمات العامة الأساسية، ويواجه الفلسطينيون قيوداً صارمة وشديدة في ما يتعلق بفرص العمل، وقد جرى في وقت غير بعيد حرمانهم من حقوق التملك.
تشترك المخيمات في الأوضاع الصحية والبيئية المزرية، حيث يعيشون داخل مربعات أمنية، في أحياء عشوائية ذات مساكن رديئة في بنائها، تفتقد أبسط مقومات الحياة الحضارية والإنسانية، كما أنها تفتقد للكهرباء المنتظمة مع الانقطاع الشبه دائم للتيار الكهربائي وشح كبير في المياه، بالإضافة إلى أنها تعاني من تسرب المياه والرطوبة في فصل الشتاء، والحرارة صيفاً، ويرافق ذلك تكدس كبير لأكوام النفايات قرب تلك المخيمات، كما تشترك في وجود ظاهرة الفقر المطلق داخل أحشائها، حيث تشير إحصائيات الأونروا لفترة التسعينيات إلى أن 11٪؜ من السكان يعيشون في حالة فقر قصوى بسبب عدم وجود أي مصدر دخل لديهم، أيضاً هناك 60٪؜ من الأسر في المخيمات فقراء، إذ يقل دخلهم الشهري عن خط الفقر الرسمي لمستوى المعيشة، ولعل البطالة هي السبب الأساسي في انتشار الفقر داخل تلك المخيمات، وظروف العمل كذلك، حيث أن ظروف العمل تساهم بدورها  في جعل الفقر قدراً للاجئ مهما علا شأنه ومهارته طالما أنه فلسطيني، حيث يتعرض اللاجئون الفلسطينيون منذ عام 1948 إلى الاستغلال من قِبل أصحاب العمل الخاص والمنظمات المحلية والدولية على السواء، كما أن انهيار خدمات الوكالة لاحقاً شكل عاملاً رئيسياً في تعميق الفقر، وذلك لأنها تخلت عن تشغيل اللاجئين الفلسطينيين في لبنان بالتحديد.
كما يعاني الفلسطينيون اللذين يقطنون في المخيمات والتجمعات السكنية المحاذية للمخيمات من المشاكل الصحية الناتجة من تدهور الظروف المعيشية، وتدني الأجور، وارتفاع معدلات الفقر، كما يواجه القطاع الصحي العام للاجئين عدة مشاكل، ولعل أبرز هذه المشاكل الزيادة الكبيرة في تكاليف الرعاية الصحية على الرغم من أن أغلب الخدمات الصحية تقدمها الأونروا والهلال الأحمر الفلسطيني، والتراجع الكبير في الرعاية الصحية الأولية، بالإضافة إلى انعدام الصرف الصحي الجيد، اذ يمكن القول أن الوضع الصحي لكثير من الفلسطينيين المقيمين في المخيمات وضع غير سليم، فقد أشارت احصائيات الأونروا إلى ارتفاع معدلات فقر الدم بين النساء الحوامل، وأشارت دراسة معهد العلوم التطبيقية النرويجي إلى أن 3٪؜ من اللاجئين لديهم أمراض مزمنة نتيجة للحرب، وأن 9٪؜ من الأطفال يعانون أو معرضون لسوء التغذية، كما أن فلسطيني واحد من بين كل خمس فلسطينيين يعاني من مرض نفسي أو عضوي، ويضاف إلى ذلك ارتفاع نسبة الإعاقة الجسدية بين الفلسطينيين الناجمة عن الحروب في معظمها،، فاللاجئين في لبنان يشكلون واحدة من المشكلات الأشد إرباكاً، فاللبنانيون لا يريدون استيعابهم في بلدهم، وإسرائيل لا تسمح لهم بالعودة، وهم مهمشون اجتماعيا ومحرومين اقتصاديا.

## الحقوق المسلوبة
إن الوضع القانوني للاجئين الفلسطينيين في لبنان غير واضح المعالم، والقصد من ذلك هو أن حقوق الفلسطينيين موضع نقاش وسجال يمتد منذ سنين النكبة، فالفلسطيني غير واضح من هو بالنسبة للمشروع اللبناني، فينظر له على أنه أجنبي من نوع خاص، وفي الوقت ذاته يؤمن بالإعلان العالمي لحقوق الإنسان، لكننا نرى التشريعات المتعلقة بحق الفلسطيني متناقضة مع ذلك الإعلان العالمي لحقوق الإنسان،، حيث لا تمنح التشريعات اللبنانية اللاجئين عامةً وضعاً قانونياً مميزاً ومستقل عن الأجانب، فلا تبين المقصود بكلمة لاجئ، على الرغم من إقامة اللاجئين الممتدة في لبنان، إلا أن التشريعات تعاملهم بوصفهم أجانب، بل فئة خاصة من الأجانب، وفي هذه الحالة لا يُحرم اللاجئ الفلسطيني من حقوقه الأساسية التي يتمتع بها جميع المواطنين اللبنانيين فحسب، بل يُحرم كذلك من معظم الحقوق الاقتصادية والاجتماعية والثقافية المُعترف بها للاجئين وفق القانون الدولي.

### الحق في التملك
يُعد حق التملك من أهم الأسباب التي تساعد الفلسطيني على العيش بكرامة حتى عودته إلى فلسطين، ولكن مقابل ذلك معظم الكتل السياسية في مجلس النواب اللبناني ترى أن توفير حق التملك في لبنان قد يساهم في تكريس التوطين ونسيان حق العودة، ولذلك اشترط المرسوم رقم 69/11614 ضرورة حصول الفلسطيني على ترخيص خاص من مجلس الوزراء من أجل تملك أي عقار، ثم قام مجلس النواب بالتعديل، إذ أجاز التملك لأي شخص يحمل جنسية صادرة عن دولة معترف بها،، وهنا إشارة للفلسطينيين دون تسميتهم بشكل صريح، وبهذا جرى تميزهم عن الأجانب الآخرين، وتم تطبيق القانون عليهم تطبيقاً عشوائياً، بوصفهم فئة خاصة من الأجانب، وذلك يعني التمييز بين الأجانب أنفسهم بحسب أصلهم الوطني، فوفقاً لذلك التعديل حُرم اللاجئ الفلسطيني المقيم في لبنان من تملك حتى شقة صغيرة وإثر ذلك تعمد الفلسطينيين تسجيل أملاكهم بأسماء لبنانيين أو أشخاص من جنسيات أخرى، وبالتأكيد قوبل هذا القرار بالرفض من الشارع الفلسطيني، كما انتقدت هذا القانون منظمات حقوق الإنسان بشدة ووصفته بالعنصري، خاصة أن يتيح حق التملك لجميع الأجانب عدا الفلسطينيين المقيمين في لبنان.

#### الحق في التنقل
بشكلٍ عام حرية تنقل الفلسطينيين داخل لبنان مُطلقة ومُباحة نظرياً، دون أي قيد قانوني سوى ما استثنى منها لأسباب الضرورات الأمنية، كما أن الفلسطيني مُعفى من وثيقة السفر عندما ينتقل بين لبنان وسوريا، أما اذا كان الفلسطيني يرغب بالسفر إلى باقي الأقطار، يتوجب عليه الحصول على وثيقة سفر من الجهات المختصة، وبعد حصول الفلسطيني على وثيقة السفر يصبح بإمكانه التنقل بين لبنان وخارجه، لكن وزارة الداخلية اللبنانية اشترطت عند منح وثائق الهوية ووثائق السفر بأن يثبت الفلسطيني أنه مسجل في لوائح خدمات الأونروا، من خلال تقديم بطاقة الإعاشة، وهو أمر غير طبيعي وليس موجوداً في أي دولة بالعالم، والهدف منه إلغاء حق الإقامة لنحو 115 ألف فلسطيني، حيث أن عدد كبير من البرجوازية الفلسطينية لم تسجل في القيود عام 1948، واكتفت بتسجيل اسمائها في إحصاء وزارة الداخلية عام 1952، وبذلك لا بطاقة إعاشة لهم، وقانونياً سقط حقهم في الإقامة، كما انتقص عدد الفلسطينيين الذين لهم الحق في الإقامة بعد أن اتخذت الأونروا قراراً بتبديل بطاقات الإعاشة، حيث اشترطت أن يحضر صاحب البطاقة شخصياً لاستلامها، ومنحت المسافرين من الفلسطينيين مهلة لإنجاز التبديل، فهناك نحو مئة ألف فلسطيني مسجلين قانونياً متواجدين خارج لبنان، وغالبهم لا يستطيع العودة خلال عام واحد لأسباب اقتصادية أو اجتماعية أو سياسية، وبذلك تكون النتيجة شطب أسمائهم من سجلات الأونروا لأنهم لم يحضروا ويبدلوا البطاقات، وإثر ذلك تشطب السلطة اللبنانية حقهم في الإقامة وبالتالي حرمانهم من وثائق السفر.

##### الحق في العمل
لا تصدق ما يقولون ان الفلسطيني ممنوع عن ممارسته في لبنان لأن الموضوع اكبر بكثير وتعداد المهن في تزايد غير قانون وبلا سبب. ان مجتمع الفلسطيني واسع وفيه اختصاصات متعددة.يتعرض الفلسطينيون في لبنان لأنواع عديدة من التهميش، ومن بينها التهميش الاقتصادي الذي يفرض قيوداً صارمة على حق الفلسطينيين في العمل والضمان الاجتماعي، ويُعد حق العمل بالنسبة للاجئ الفلسطيني من الحقوق اللصيقة به، إذ أن حرمانه منه يسبب نتائج متردية وسلبية على وضعه الاقتصادي، والاجتماعي، والنفسي أيضاً، كما ارتبط موضوع العمالة الفلسطينية في لبنان ارتباطاً وثيقاً مع الوضع السياسي الداخلي والإقليمي، حيث اتسمت بالإيجابية في السنوات الأولى للجوء الفلسطيني في لبنان، كالسماح للفلسطينيين بالعمل في كافة المجالات والقطاعات، ثم بدأ يتغير الوضع تدريجياً بسبب التغيرات الاقتصادية والسياسية، وللحفاظ على مصلحة المواطنين في لبنان وخوفاً من طغيان موجة اليد العاملة الأجنبية، وحتى لا تزاحم اليد العاملة الأجنبية اليد العاملة الوطنية، تم وضع القواعد التي تحفظ حقوق المواطنين اللبنانيين، وقد تمثل ذلك في تقييد حرية الأجنبي "اللاجئ الفلسطيني في لبنان" في العمل داخل الأراضي اللبنانية، وتجلى ذلك التقييد من خلال إصدار قانون تنظيم عمل الأجانب في تاريخ 18/ أيلول/1964 ، ( كل الاضافات اليومية من الحجب ووزارة العمل والتعديلات غير مسجلة لكنها منفذة والتضييق بأسوء صوره)ولكن  قبل اصدار هذا القرار لم يكن هناك اي تشريع بنظم أو يقيد من عمل الأجانب على الأراضي اللبنانية بشكل واضح.
اتسمت القوانين والقرارات اللبنانية المتعلقة بحق عمالة اللاجئين الفلسطينيين بالحرمان والمنع، ولم تسمح للفلسطيني بمزاولة الأعمال الحرة، وبناءً على حاجات العمل يحدد وزير العمل كل عام المهن التي ترى الوزارة ضرورة حصرها في اللبنانيين، دون غيرهم، ولذلك يختلف عدد المهن بين لائحة وأخرى، ويتراوح العدد ما بين 50 و70 مهنة(الرقم الفعلي اكبر بكثير ووصل سنة ٢٠٢٠ الى ٢٧٨ مهنة) د. حنان ابو حوسة مع مراعاة مبدأ الأفضلية للعامل اللبناني دائماً، واذا كان الأجنبي مقيماً في لبنان منذ الولادة، أو كان من أصل لبناني، أو متزوجاً من لبنانية منذ أكثر من عام، يُستثنى من المهن المحظورة، ولكن هذا الاستثناء لا يجري إلاّ على المهن اليدوية والمكتبية، ولا يشمل المهن الحرة (الطب والصيدلة والمحاماة والهندسة...الخ)، وتلك المهن ليست منظمة بقانون العمل، بل بقانون النقابات، كما لم يلتزم لبنان بأحكام وقرارات جامعة الدول العربية التي تهدف إلى معاملة الفلسطينيين في البلدان العربية مثل مواطنيهم، ولذلك بقي التعامل مع الفلسطينيين كأجانب سُلب منهم أبسط حقوقهم، ولذلك يشكل العمل هاجساً يومياً يطارد ذوي العائلات، وطلاب الجامعات، ويسرق الحلم والأمل من الأطفال اللذين ينظرون بألم لمستقبلهم، فهؤلاء الأطفال يرون تفاصيل مستقبلهم من خلال إخوانهم اللذين اضطرتهم الظروف للهجرة، أو للعمل المياوم، أو ينتهي بهم المطاف بالبطالة.

###### الحق في التعليم
لا يوجد في لبنان أي قانون ينظم حقوق الفلسطينيين في التعليم، حيث أن التعليم مرتبط بعدة تعاميم صادرة عن وزير التربية والتعليم العالي، وعلى الرغم من عدم وجود تشريع يَحول دون التحاق اللاجئين الفلسطينيين بالمدارس الحكومية، إلا أن التحاقهم بهذه المدارس يَخضع للعشوائية، والتقدير الشخصي للمسؤول الحكومي، حيث يتم قبول الطلاب الفلسطينيين في المدارس الرسمية في حالات قليلة جداً تتمثل في التلميذ المولود من أب فلسطيني وأم لبنانية، والتلميذ الذي لا يملك أوراقاً ثبوتية "أي مكتوم القيد المحروم من الحقوق المدنية كافة"، وهؤلاء التلاميذ يحق لهم الجلوس في الصفوف كمراقبين ومستمعين فقط دون تقديم الامتحانات، وبالتالي فإن أوضاعهم هي الأكثر سوءاً في التعليم وسواه، بالإضافة إلى التلميذ الذي يعيش في منطقة لا يوجد فيها أي مدرسة للأونروا، أما في ما يخص التعليم الجامعي، فالجامعة اللبنانية وفقاً للقانون تستطيع استيعاب 10٪؜ فقط من الطلاب الأجانب على مختلف جنسياتهم، كما ويمنع الفلسطينيين من الالتحاق ببعض كليات الجامعة اللبنانية الرسمية، كالطب والهندسة والتربية، ويخضع التحاقهم بالكليات الأخرى للنسبة المخصصة للأجانب.

###### الحق في السكن
حددت السلطات اللبنانية أماكن تجمع الفلسطينيين في لبنان، فيقطن معظم اللاجئون الفلسطينيون في مخيمات الشتات التي يَحدها الثكنات العسكرية اللبنانية للسيطرة عليها وضبط الأمن، حيث شَكَلَ سكان المخيمات في بداية الأمر ثلث اللاجئين، ويُمنع الفلسطينيين من زيادة مساحة أي مخيم، كما يُمنعوا من بناء الطوابق فوق بعضها، ويدفع ثمن مواد العمار بسعر الذهب بل ويُشترط أيضاً أن يكون البناء من جدران حجر وسقف من الصفيح، لذلك فإن الزيادة السكانية الطبيعية للاجئين، لا تجد مكاناً لها وتضطر للمغادرة، وقد أدى ذلك إلى بعثرة العائلات في المدن والقرى، مما ينأى بها عن مجتمعها وبيئتها الخاصة الوطنية والثقافية، ويضعف انتماءها للجماعة، كما يتوجب على الفلسطينيين المقيمين في المخيمات تقديم طلب ترخيص بالنقل من مخيم إلى آخر في حال أرادوا تغيير محل سكنهم وإقامتهم.

## أبرز فلسطينيي لبنان
- غسان كنفاني (كاتب وصحفي)
- عماد البيتم (مخرج)
- أدهم شرقاوي (كاتب)
- فؤاد سابا (رجل أعمال)
- أيمن أمين (مغني)
- ناجي العلي (كاريكاتير)
- أحمد أسعد الشقيري (مؤسس حركة التحرير الفلسطينية)
- شفيق الحوت (سياسي وكاتب)
- يوسف بيدس (رجل أعمال: مؤسس طيران الشرق الأوسط وكازينو لبنان وبنك انترا)
- سعيد خوري (مؤسس شركة اتحاد المقاولين)
- رفعت النمر (رجل أعمال)
- بدر الفاهوم (رجل أعمال)
- نقولا زيادة (مؤرخ)
- نبيه أمين فارس (مفكر ومؤرخ)
- جين سعيد مقدسي (كاتبة)
- جوليانا سيرافيم (فنانة تشكيلية)
- بول غيراغوسيان (رسام)
- إبراهيم غنام (فنان تشكيلي)
- توفيق عبد العال (فنان تشكيلي)
- مليحة أفنان (فنانة تشكيلية)
- كميل حوا (فنان تشكيلي)
- جهاد الخازن (صحفي)
- محمد يوسف نجم (ناقد ادبي)
- جورج دوماني (جيولوجي)
- ليلى خالد (سياسية)
- أنيس صايغ (كاتب ومؤرخ)[34]
- ماجدة الرومي (مغنية)
- سليم سحاب (موسيقي)
- الأخوة شحادة (موسيقيان)
- سمير قصير (صحافي وأستاذ علوم سياسية)